# Leurophyllum
Leurophyllum är ett släkte av insekter. Leurophyllum ingår i familjen vårtbitare.
Kladogram enligt Catalogue of Life:
| Leurophyllum | \| \| Leurophyllum albidovenosum \| \| \| \| \| \| Leurophyllum angustixiphum \| \| \| \| \| \| Leurophyllum annulicorne \| \| \| \| \| \| Leurophyllum brevicauda \| \| \| \| \| \| Leurophyllum brevixiphum \| \| \| \| \| \| Leurophyllum consanguineum \| \| \| \| \| \| Leurophyllum granulatum \| \| \| \| \| \| Leurophyllum luridum \| \| \| \| \| \| Leurophyllum modestum \| \| \| \| \| \| Leurophyllum tenebrosum \| \| \| \| \| \| Leurophyllum unicolor \| \| \| \| \| \| Leurophyllum vulturinum \| \| \| \| |
|              | \| \| Leurophyllum albidovenosum \| \| \| \| \| \| Leurophyllum angustixiphum \| \| \| \| \| \| Leurophyllum annulicorne \| \| \| \| \| \| Leurophyllum brevicauda \| \| \| \| \| \| Leurophyllum brevixiphum \| \| \| \| \| \| Leurophyllum consanguineum \| \| \| \| \| \| Leurophyllum granulatum \| \| \| \| \| \| Leurophyllum luridum \| \| \| \| \| \| Leurophyllum modestum \| \| \| \| \| \| Leurophyllum tenebrosum \| \| \| \| \| \| Leurophyllum unicolor \| \| \| \| \| \| Leurophyllum vulturinum \| \| \| \| |
|              | Leurophyllum albidovenosum |
|              | |
|              | Leurophyllum angustixiphum |
|              | |
|              | Leurophyllum annulicorne |
|              | |
|              | Leurophyllum brevicauda |
|              | |
|              | Leurophyllum brevixiphum |
|              | |
|              | Leurophyllum consanguineum |
|              | |
|              | Leurophyllum granulatum |
|              | |
|              | Leurophyllum luridum |
|              | |
|              | Leurophyllum modestum |
|              | |
|              | Leurophyllum tenebrosum |
|              | |
|              | Leurophyllum unicolor |
|              | |
|              | Leurophyllum vulturinum |
|              | |